# Evangelische Kirche Raumland

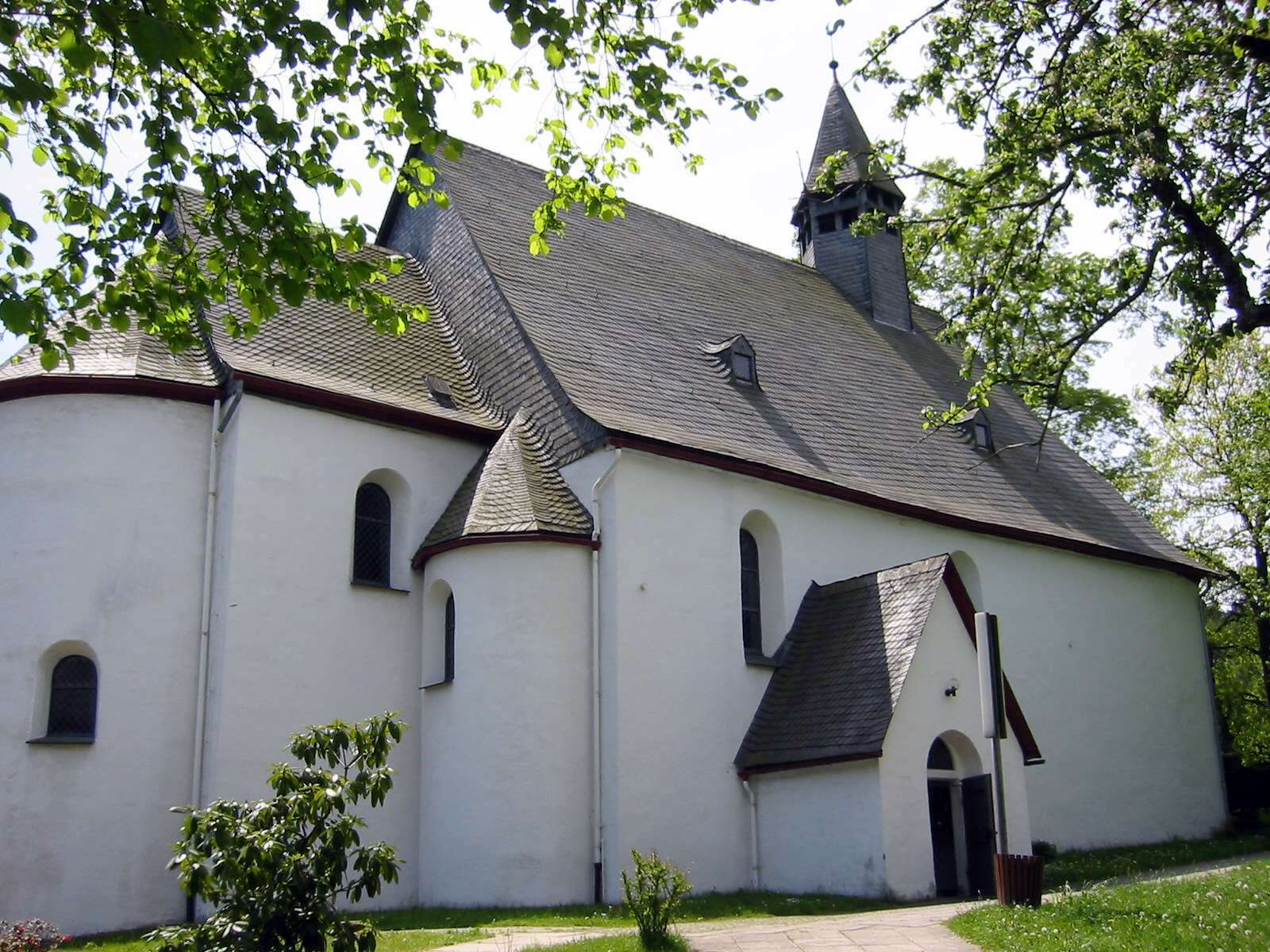
Raumland, evangelische Kirche

Die evangelische Kirche in Raumland ist eine dreischiffige Hallenkirche aus der Zeit um 1240/1250. Raumland bildet einem Stadtteil von Bad Berleburg im Kreis Siegen-Wittgenstein in Nordrhein-Westfalen. Die Kirche steht unter Denkmalschutz.

## Geschichte und Architektur

### Bauzeit
Raumland war Urpfarrei, deren Gründung vermutlich zu Beginn des 9. Jahrhunderts von Mainz aus erfolgte. Die ursprünglich dem hl. Martin geweihte Pfarrkirche war Mutterkirche der Umgebung.  Die bestehende spätromanische Hallenkirche entstand in der Mitte des 13. Jahrhunderts und ging wahrscheinlich zeitlich dem Bau der ähnlichen Kirchen in Arfeld und Wingeshausen voran.
1730 erhielt die Kirche eine breite Stützmauer an der Südseite. Der Dachreiter stammt aus dem Jahr 1956.

### Beschreibung
Die äußerlich schlichte Kirche ist ein verputzter Bruchsteinbau mit schiefergedecktem Satteldach. Dem Hallenlanghaus sind im Osten der rechteckige Chor mit halbrunder Hauptapsis sowie flankierend kleinere Nebenapsiden als Ostabschluss der Seitenschiffe angefügt. Die Ostgiebel von Schiff und Chor sind verschiefert. Im Norden befindet sich eine Vorhalle mit Satteldach. Das Südportal weist eine Kleeblattrahmung auf. Die Fensteröffnungen sind rundbogig geschlossen.
Der Innenraum besitzt als Hallenkirche drei gleich hohe, mit kuppelförmigen Gratgewölben abgeschlosse Schiffe. Die Pfeiler sind rechteckig und an drei Seiten mit vorgesetzten Halbsäulen versehen, die über Würfelkapitellen die bereits leicht spitzbogigen Gurt- und Scheidbögen des Gewölbes tragen. Die Seitenschiffe schließen im Osten mit im Grundriss segmentbogenförmigen Nischen ab.
Im Chor, dessen Gewölbe 1955 rekonstruiert wurde, sind 1985 Wandmalereien aus der zweiten Hälfte des 15. Jahrhunderts freigelegt worden, die Passionsszenen und Rankenmotive zeigen.
Die ab dem späten 17. Jahrhundert bis 1771 abschnittweise in die Seitenschiffe und das Westjoch des Mittelschiffs eingebauten Emporen sind über in die Apsiden der Seitenschiffe eingebaute Treppen zugänglich. Die am reichsten geschmückte Emporenbrüstung auf der Südseite wurde um 1720 von Johann Hermann Riedesel angefertigt.

## Ausstattung
Der Altartisch besitzt ein mit Intarsienarbeit geschmücktes hölzernes Antependium aus dem 17. Jahrhundert. Die Kanzel entstand 1747. Die 1969 von Detlef Kleuker aus Brackwede gebaute Orgel hat zwei Manuale und neun Register.

### Glocken
Die drei Glocken wurden in der zweiten Hälfte des 14. Jahrhunderts gegossen und 2009 saniert. Sie bilden das älteste erhaltene Geläut eines Gießers in Westfalen. Die Schlagtöne sind d2 -4, d2 +7 und h2 +8.